# Гаврино (Владимирская область)
Гаврино — посёлок в Гусь-Хрустальном районе Владимирской области России, входит в состав муниципального образования «Посёлок Иванищи».

## География
Посёлок расположен в 9 км на северо-восток от центра поселения посёлка Иванищи, в 38 км на север от Гусь-Хрустального и в 2 км на юго-запад от ж/д станции Неклюдово на линии Владимир — Тумская.

## История
После Великой Отечественной войны посёлок входил в состав Неклюдовского сельсовета Гусь-Хрустального района, с 2005 года — в составе муниципального образования «Посёлок Иванищи».

## Население
| 2002 | 2010 | 2021 |
| ---- | ---- | ---- |
| 55   | ↗58  | ↗66  |